# Montirat (Aude)
Montirat è un comune francese di 75 abitanti situato nel dipartimento dell'Aude nella regione dell'Occitania.

## Società

### Evoluzione demografica
Abitanti censiti